# ハーウェル・コンピュータ

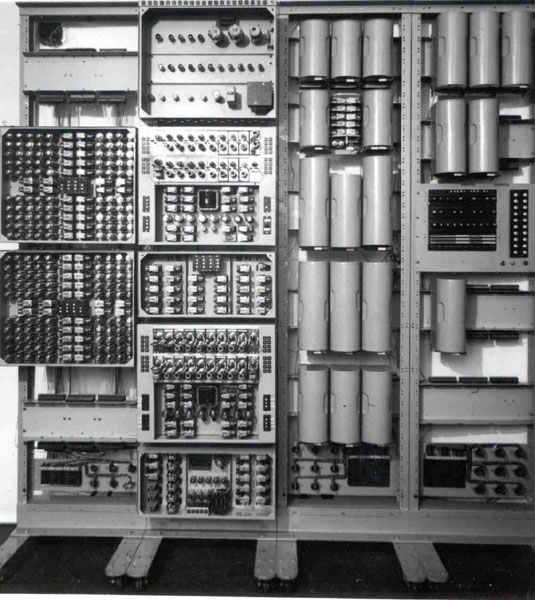
ハーウェル・デカトロン・コンピュータ

ハーウェル・コンピュータ(Harwell computer)は、1950年代にイギリスで作られたリレーを使用したコンピュータである。WITCH(Wolverhampton Instrument for Teaching Computing from Harwell)やハーウェル・デカトロン・コンピュータ(Harwell Dekatron Computer)とも呼ばれる。
2009年から2012年にかけて、ブレッチリー・パークの国立コンピューティング博物館で修復された。修復後の2013年、ギネス世界記録により「世界最古の稼働中のデジタルコンピュータ」と認定された。このコンピュータは1973年に使用中止されるまでの数年間このタイトルを保持しており、再認定されたことになる。博物館では、このコンピュータのデカトロンによる記憶動作が目に見える形で行われることを利用して、訪れた児童にコンピュータについて教えている。

## 建造とハーウェルでの使用
オックスフォードシャー州ハーウェルのイギリス原子力研究機構(AERE)で建造され、使用された。1949年に建造が開始され、1951年4月に使用可能となった。1952年5月に引き渡され、1957年まで使用された。
このコンピュータは重量が2.5トンある。現代のコンピュータのRAMに似た揮発性メモリにデカトロンを使用し、入力とプログラムの保存に紙テープを使用した。シーケンス制御にリレーが使われ、計算用に真空管が使われた。出力はテレタイプ端末や紙テープで行われた。十進数を使用し、当初は内部ストレージ用に20個の8桁デカトロンレジスタを備えていたが、後に40個に増えたことで、ほぼ全ての計算に十分であるように見えた。このコンピュータは、イギリスの電話交換機で一般的に使用される部品により作られた。プログラム内蔵方式コンピュータとして機能させることもできたが、それは通常の動作モードではなかった。乗算に要する時間は5〜10秒で、電子コンピュータとしては非常に遅かった。
ハーウェル・コンピュータを設計したテッド・クック＝ヤーボローは、このコンピュータの設計に関して「無人で長時間実行できて、有用な計算の実行に費やされる時間が利用可能な合計時間の大部分を占める場合には、遅いコンピュータは存在を正当化できる」と書いている。この設計は、1952年5月から1953年2月までの期間の平均稼働時間が週80時間であったため、その信頼性により注目された。1948年から1961年にかけてAEREのコンピュータ研究所長を務めたジャック・ハウレットは、「それは長期間放置される可能性があります。この記録は、年末年始の休暇のときのもので、入力データ自体が数マイルもの紙テープだったと思います。少なくとも10日間は稼働できるように紙テープを貼ってつなげましたが、休暇明けに戻ってきたときにはまだ黙々と動いていました」と話している。このコンピュータの主な特徴は、その速度ではなく、装置の耐久性だった。人間（ハンドコンピューターと呼ばれる職務）は、このコンピュータと同じ速度で計算を行うことはできるが、同じだけの時間連続して計算することはできない。ハウレットは次のようにコメントしている。
ある日、優れたハンドコンピューターであるEB 'Bart' Fosseyが卓上計算機を装置の横に持ってきて、競争を試みました。彼は30分くらい同じペースで作業を続けましたが、疲れてリタイヤしてしまいました。その時も機械は作業を続けていました。

## その後

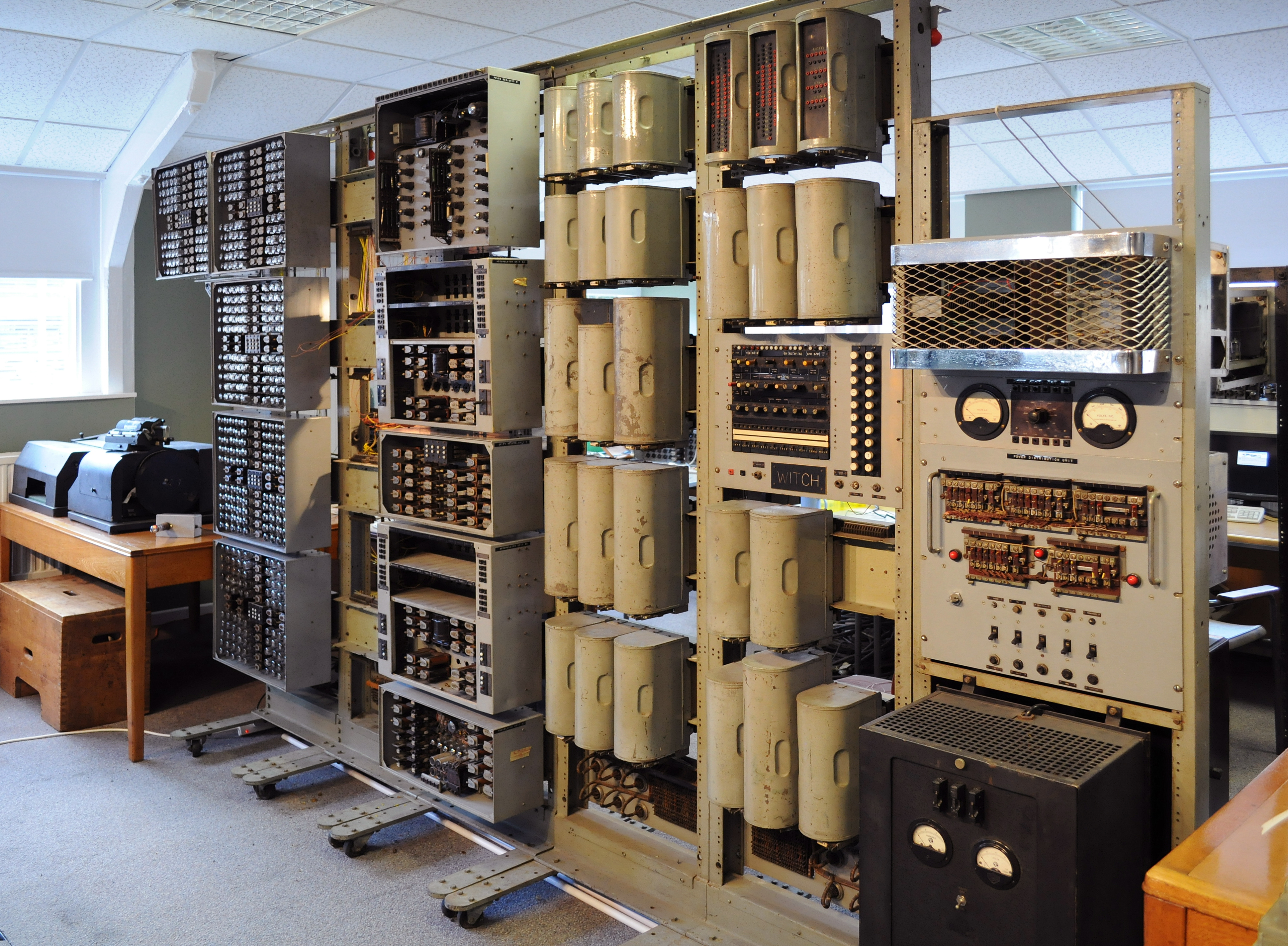
2010年3月、ブレッチリー・パークの国立コンピューティング博物館で修復中のハーウェル・デカトロン・コンピュータ

1957年、ハーウェルでの使用が中止される前に、オックスフォード大学数学研究所は、このコンピュータを将来何に使うべきかを提案するコンペティションを開催した。これは、以前AEREに勤務していた数学者ジョン・ハマーズレイのアイデアだった。このコンペティションは、ウルヴァーハンプトン・スタッフォードシャー技術単科大学（現在のウルヴァーハンプトン大学）が優勝した。このコンピュータは同大学に贈られ、"the Wolverhampton Instrument for Teaching Computing from Harwell"（WITCH、ハーウェルから来たコンピューティングを教えるためのウルヴァーハンプトン装置）に改称し、1973年まで使用された。
動作停止後の1973年に、WITCHはバーミンガム科学産業博物館に寄付された。1997年に博物館が閉鎖された後、コンピュータは分解され、バーミンガム市議会博物館コレクションセンターに保管された。

## 修復

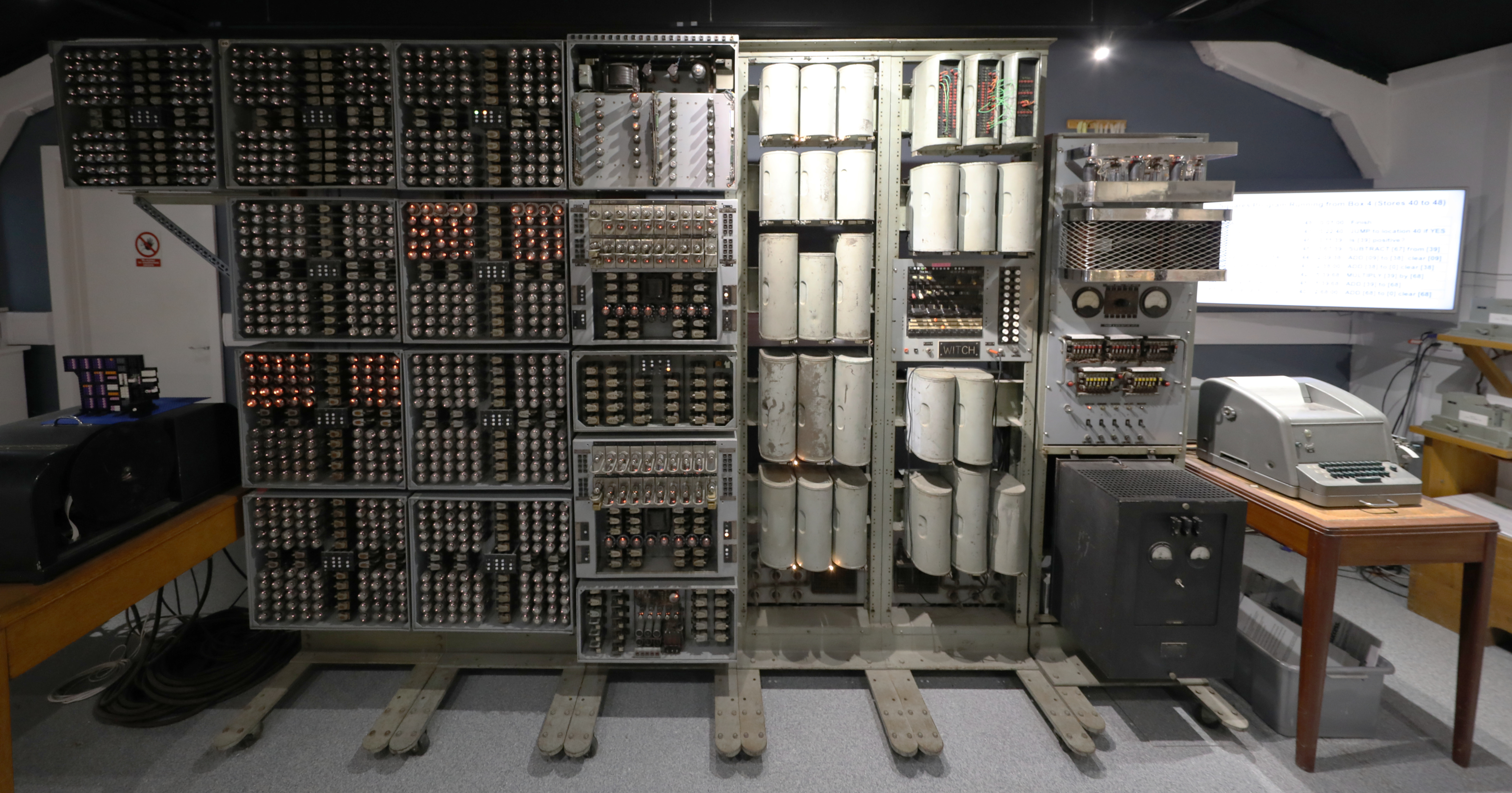
修復後のコンピュータ

2009年9月から、このコンピュータはブレッチリー・パークにある国立コンピューティング博物館に貸与され、コンピュータ保存協会のプロジェクトとして正常に動作するように修復が行われた。2012年に修復は完了した。